# 青山幸遐
青山 幸遐（あおやま よしはる、万治3年（1660年） - 享保18年7月17日（1733年8月26日））は、江戸時代前期から中期の旗本。通称は市十郎、市左衛門、藤蔵。子に幸増、幸房、幸亮、椎珍らがいる。

## 生涯
万治3年（1660年）、青山幸高の長男として生まれる。母は天方倶通の娘。天和3年（1683年）9月25日、書院番士となり、300石賜る。元禄14年（1701年）7月5日、家督を継承して700石を継ぎ、300石は弟・幸度に分与した。正徳3年（1713年）1月28日に先弓頭、享保4年（1719年）1月11日に持筒頭となる。
享保18年（1733年）7月17日、死去。享年75。家督は二男の幸房が継いだ。